# Amable Liñán
Pour les articles homonymes, voir Liñán.
Amable Liñán Martínez, né à Castrillo de Cabrera, Castille-et-León, Espagne, le 27 novembre 1934 est un physicien espagnol ayant travaillé dans le domaine de la combustion et de l'ingénierie aéronautique.

## Biographie
Avec des diplômes d'ingénieur en 1960 et de docteur-ingénieur en 1966 à Université polytechnique de Madrid Amable Liñán obtient un titre d'ingénieur aéronautique au California Institute of Technology en 1963.
Il commence sa carrière à l'Escuela Técnica Superior de Ingeniera Aeronáutica y del Espacio (ETSIAE) dont il devient directeur du département propulsion et aérothermodynamique.
Il a enseigné à l'Université de Californie à San Diego, à l'Université du Michigan, à l'Université Stanford, à l'Université d'Aix-Marseille, à l'Université Pierre-et-Marie-Curie et a occupé la chaire America de l'Institut d'Espagne à l'Université nationale autonome du Mexique. Il est professeur auxiliaire à l'Université Yale depuis 1997.
Il a contribué au développement des sciences de la combustion, en particulier pour l'asymptotique des grandes énergies d'activation et son nom est associé à diverses réalisations : théorie de la flamme de diffusion de Liñán, équation de Liñán, fraction de mélange de Liñán, méthode de Shvab-Zeldovich-Liñán, vitesse de flamme de Liñán (en), équation ZFK (modèle Clavin–Liñán), modèle de Zeldovich–Liñán.

## Ouvrages
- (en) Amable Liñán et Forman Williams, Fundamental Aspects of Combustion, Oxford University Press, 1993 (ISBN 9780195076264)

## Distinctions
- Membre de l'Académie royale des sciences exactes, physiques et naturelles (1989)[2].
- Prix de la Fondation Prince des Asturies pour la recherche scientifique et technologique (1993)[3].
- Membre de l'Académie royale d'ingénierie (1994)[4].
- Membre correspondant de l'Académie Nationale d'Ingénierie du Mexique[2].
- Membre correspondant de l'Académie des Sciences des Canaries[2].
- Membre associé étranger de l'Académie des sciences (2002)[5].
- Membre du conseil scientifique de l'IMDEA Energy Institute.
- Membre étranger de l'Académie nationale d'ingénierie des États-Unis[6].
- Prix de recherche Miguel-Catalán de la Communauté de Madrid (2007)[7].

Une conférence en l'honneur de Amable Liñán a eu lieu en 2004 à Grenade,.